# 万代 (大阪市)
- 大阪府 > 大阪市 > 阿倍野区・住吉区 > 万代
- 大阪府 > 大阪市 > 住吉区 > 万代東

万代（ばんだい）は、大阪市阿倍野区南部から大阪市住吉区北部にかけての地名。
現行の「万代」を冠する町名としては、阿倍野区万代一丁目および住吉区万代二丁目～六丁目、住吉区万代東一丁目～四丁目の町名が設定されている。町名としての「万代」は阿倍野区と住吉区の2行政区にまたがっているが、丁目は通し番号で設定されている。広域的には北畠・帝塚山界隈の一角として扱われることもあり、地域には「北畠」や「帝塚山」の名称を冠した施設等も見られる。
区によって町名が分断されている大阪市の町としては、他に日本橋（1・2丁目が中央区、3～5丁目が浪速区）・上汐（1・2丁目が中央区、3～6丁目が天王寺区）などがあり、かつては天神橋も1～6丁目が北区（旧）で7・8丁目が大淀区であった事例もある。
地名については、現行の行政上では「ばんだい」であるが、地元では「まんだい」と読まれることもある。
地名は当地にある万代池に由来している。古歌に詠まれた「長居池」は現在の長居にあった池のことを指す説がある一方で、万代池のことであるとする説もある。

## 歴史
近代には住吉郡（のち東成郡）住吉村の小字の名称として万代の地名が見える。当時の住吉村小字万代は万代池の北西付近、現在の住吉区帝塚山東一丁目～二丁目付近にあたる。一帯は明治時代中期以降、北側・西側に隣接する帝塚山や北畠、さらにその北西にある天下茶屋界隈とともに宅地開発が進められた。
住吉村は1925年4月1日付で大阪市に編入され、住吉村など周辺の12町村で住吉区が発足した。大字を設定していなかった旧住吉村の地域では、大阪市編入に伴って全域が住吉区住吉町となり、地名としての万代は一度地図上からは消失した。
1938年には従来の住吉区住吉町の一部を分割し、住吉区万代東および万代西の町名が設定された。1943年4月1日には当時の住吉区が住吉区・阿倍野区・東住吉区の3区に分割されたことに伴い、従来の万代東・万代西のうち都市計画道路（現：南港通）以北が阿倍野区に、以南が住吉区に分割されることになった。
阿倍野区側では1966年、万代東一丁目の一部を播磨町一丁目に編入した。また翌1967年には住居表示の実施により、従来の阿倍野区万代東・万代西を中心にして阿倍野区万代一丁目を設定した。
住吉区側では1981年2月2日付で住居表示を実施した。従来の万代西・万代東の大部分に加え、帝塚山東・住吉町・上住吉町・播磨町西・大領町のそれぞれ一部を編入して再編成する形で、住吉区万代二丁目～六丁目および万代東一丁目～四丁目の町名を設定した。一方で従来の住吉区万代東の一部を大領に編入し、従来の万代西の一部を帝塚山東に編入している。

## 世帯数と人口
2024年（令和6年）9月30日現在の世帯数と人口は以下の通りである。
万代
| 区          | 丁目        | 世帯数    | 人口    |
| ----------- | ----------- | --------- | ------- |
| 阿倍野区    | 万代一丁目  | 248世帯   | 535人   |
| 阿倍野区 計 | 阿倍野区 計 | 248世帯   | 535人   |
|             |             |           |         |
| 住吉区      | 万代二丁目  | 594世帯   | 1,155人 |
| 住吉区      | 万代三丁目  | 437世帯   | 729人   |
| 住吉区      | 万代四丁目  | 514世帯   | 1,046人 |
| 住吉区      | 万代五丁目  | 574世帯   | 1,097人 |
| 住吉区      | 万代六丁目  | 912世帯   | 1,702人 |
| 住吉区 計   | 住吉区 計   | 3,031世帯 | 5,729人 |
|             |             |           |         |
| 計          | 計          | 3,279世帯 | 6,264人 |

万代東
| 丁目         | 世帯数    | 人口    |
| ------------ | --------- | ------- |
| 万代東一丁目 | 554世帯   | 1,085人 |
| 万代東二丁目 | 366世帯   | 707人   |
| 万代東三丁目 | 176世帯   | 321人   |
| 万代東四丁目 | 325世帯   | 739人   |
| 計           | 1,421世帯 | 2,852人 |

### 人口の変遷
国勢調査による人口の推移。なお、阿倍野区と住吉区の人口を合算している。
万代
| 1995年（平成7年）  | 6,155人 | [ 8 ]  |  |
| 2000年（平成12年） | 6,545人 | [ 9 ]  |  |
| 2005年（平成17年） | 6,334人 | [ 10 ] |  |
| 2010年（平成22年） | 6,145人 | [ 11 ] |  |
| 2015年（平成27年） | 6,017人 | [ 12 ] |  |
| 2020年（令和2年）  | 6,051人 | [ 13 ] |  |

万代東
| 1995年（平成7年）  | 2,568人 | [ 8 ]  |  |
| 2000年（平成12年） | 2,395人 | [ 9 ]  |  |
| 2005年（平成17年） | 2,570人 | [ 10 ] |  |
| 2010年（平成22年） | 2,641人 | [ 11 ] |  |
| 2015年（平成27年） | 2,734人 | [ 12 ] |  |
| 2020年（令和2年）  | 2,607人 | [ 13 ] |  |

### 世帯数の変遷
国勢調査による世帯数の推移。なお、阿倍野区と住吉区の世帯数を合算している。
万代
| 1995年（平成7年）  | 2,475世帯 | [ 8 ]  |  |
| 2000年（平成12年） | 2,652世帯 | [ 9 ]  |  |
| 2005年（平成17年） | 2,639世帯 | [ 10 ] |  |
| 2010年（平成22年） | 2,715世帯 | [ 11 ] |  |
| 2015年（平成27年） | 2,632世帯 | [ 12 ] |  |
| 2020年（令和2年）  | 2,837世帯 | [ 13 ] |  |

万代東
| 1995年（平成7年）  | 1,023世帯 | [ 8 ]  |  |
| 2000年（平成12年） | 1,009世帯 | [ 9 ]  |  |
| 2005年（平成17年） | 1,104世帯 | [ 10 ] |  |
| 2010年（平成22年） | 1,140世帯 | [ 11 ] |  |
| 2015年（平成27年） | 1,205世帯 | [ 12 ] |  |
| 2020年（令和2年）  | 1,232世帯 | [ 13 ] |  |

## 学区

### 阿倍野区
市立小・中学校に通う場合、学区は以下の通りとなる。なお、小学校・中学校入学時に学校選択制度を導入しており、通学区域以外に阿倍野区の小学校（自宅から概ね2km以内）・中学校から選択することも可能。
| 丁目       | 番   | 小学校                 | 中学校             |
| ---------- | ---- | ---------------------- | ------------------ |
| 万代一丁目 | 全域 | 大阪市立晴明丘南小学校 | 大阪市立阪南中学校 |

### 住吉区
市立小・中学校に通う場合、学区は以下の通りとなる。なお、小学校・中学校入学時に学校選択制度を導入しており、通学区域以外に住吉区の小学校・中学校から選択することも可能。
| 丁目         | 番   | 小学校             | 中学校             |
| ------------ | ---- | ------------------ | ------------------ |
| 万代二丁目   | 全域 | 大阪市立住吉小学校 | 大阪市立住吉中学校 |
| 万代三丁目   | 全域 | 大阪市立住吉小学校 | 大阪市立住吉中学校 |
| 万代四丁目   | 全域 | 大阪市立住吉小学校 | 大阪市立住吉中学校 |
| 万代五丁目   | 全域 | 大阪市立住吉小学校 | 大阪市立住吉中学校 |
| 万代六丁目   | 全域 | 大阪市立住吉小学校 | 大阪市立住吉中学校 |
| 万代東一丁目 | 全域 | 大阪市立大領小学校 | 大阪市立大領中学校 |
| 万代東二丁目 | 全域 | 大阪市立大領小学校 | 大阪市立大領中学校 |
| 万代東三丁目 | 全域 | 大阪市立大領小学校 | 大阪市立大領中学校 |
| 万代東四丁目 | 全域 | 大阪市立大領小学校 | 大阪市立大領中学校 |

## 事業所
2021年（令和3年）現在の経済センサス調査による事業所数と従業員数は以下の通りである。
万代
| 区       | 丁目       | 事業所数  | 従業員数 |
| -------- | ---------- | --------- | -------- |
| 阿倍野区 | 万代一丁目 | 20事業所  | 95人     |
| 住吉区   | 万代二丁目 | 29事業所  | 182人    |
| 住吉区   | 万代三丁目 | 38事業所  | 389人    |
| 住吉区   | 万代四丁目 | 41事業所  | 447人    |
| 住吉区   | 万代五丁目 | 41事業所  | 229人    |
| 住吉区   | 万代六丁目 | 58事業所  | 440人    |
| 計       | 計         | 227事業所 | 1,782人  |

万代東
| 丁目         | 事業所数  | 従業員数 |
| ------------ | --------- | -------- |
| 万代東一丁目 | 39事業所  | 211人    |
| 万代東二丁目 | 36事業所  | 118人    |
| 万代東三丁目 | 15事業所  | 2,794人  |
| 万代東四丁目 | 23事業所  | 209人    |
| 計           | 113事業所 | 3,332人  |

## 交通

### バス
2020年4月現在
- 大阪シティバス[19]
  - 3号系統：播磨町
  - 24号系統：住吉車庫前 - 上住吉
  - 25・62・63・64・67号系統：住吉車庫前 - 府立総合医療センター - 万代東二丁目 - 播磨町
  - 54A・54B・54D・63・64号系統：播磨町 - 万代東二丁目 - 府立総合医療センター - 住吉車庫前 - 上住吉
  - 65号系統：府立総合医療センター - 住吉車庫前 - 上住吉

### 道路
- 大阪府道5号（南港通）
- 大阪府道30号（あべの筋）

## 施設
阿倍野区万代
- 池田泉州銀行 帝塚山支店
- 西念寺

住吉区万代
- 住吉神ノ木郵便局
- 三菱UFJ銀行 北畠支店・あびこ支店
- 大阪信用金庫 住吉支店
- 万代幼稚園
- ライフ 住吉店
- 行徳寺
- 受念寺
- 東大寺（黄檗宗）
- 万代池公園

住吉区万代東
- 大阪府立急性期・総合医療センター
- 住吉警察署 万代交番
- 住吉消防署 万代出張所
- 住吉万代東一郵便局
- 住吉万代東郵便局
- 大阪シティバス住吉営業所
- 万領中央公園
- 南万領公園
- 万代東公園

## その他

### 日本郵便
- 集配担当する郵便局と郵便番号は以下の通りである[20]。

| 区       | 町丁   | 郵便番号 | 郵便局       |
| -------- | ------ | -------- | ------------ |
| 阿倍野区 | 万代   | 545-0036 | 阿倍野郵便局 |
| 住吉区   | 万代   | 558-0055 | 住吉郵便局   |
| 住吉区   | 万代東 | 558-0056 | 住吉郵便局   |